# آفریقای شرقی ایتالیا
آفریقای شرقی ایتالیا (ایتالیایی: Africa Orientale Italiana) یک مستعمره ایتالیا بود که در ۹ مه ۱۹۳۶ تأسیس شد. این مستعمره حاصل ادغام سومالی ایتالیا، اریتره ایتالیا، و اتیوپی ایتالیا بود.
در اوت ۱۹۴۰ در طول جنگ جهانی دوم سومالی بریتانیا فتح و ضمیمه آفریقای شرقی ایتالیا شد، که خود در سال ۱۹۴۱ هنگام نبرد آفریقای شرقی که توسط نیروهای تحت رهبری بریتانیا که در برگیرنده نیروهای اتیوپیایی و مستعمره نشینان بود فتح شد. در این زمان سومالی بریتانیا، سومالی و اریتره ایتالیا تحت حکومت بریتانیا درآمدند. به سال ۱۹۴۹ سومالی‌لند ایتالیا به کشور منطقه سومالی‌لند تغییر یافت که از سال ۱۹۵۰ تا ۱۹۶۰ توسط ایتالیا اداره می‌شد تا زمان استقلال آن در ۱۹۶۰. در سال ۱۹۵۱ اریتره ضمیمه اتیوپی شد.